# غروب (فیلم ۲۰۱۸)
غروب (مجاری: Napszállta) یک فیلم اکران‌نشده مجارستانی به کارگردانی لاسلو نمش و نویسندگی کلارا رویی و متیو تاپونیه است. این فیلم در هفتاد و پنجمین دوره جشنواره بین‌المللی فیلم ونیز و جشنواره بین‌المللی فیلم تورنتو ۲۰۱۸ به نمایش درآمد.

## جوایز
این فیلم در جشنوارهٔ ونیز برندهٔ جایزهٔ فیپرشی شد.